# Seznam grških templjev
Na tem seznamu antičnih grških templjev so templji, ki so bili zgrajeni od 6. st. pr. n. št. do 2. st. n. št. v celinski Grčiji in grških mestih na Egejskih otokih, v Mali Aziji, na Siciliji in v Italiji, povsod, kjer so bile grške kolonije in kjer je bila uveljavljena grška kultura. Za starogrško arhitekturo so značilne zelo urejene oblike s "stebri in prekladami". Znani so trije jasno opredeljeni slogi: dorski, ki ga najdemo po vsej Grčiji, na Siciliji in v Italiji; jonski v Mali Aziji z nekaj primeri v Grčiji ter bogatejše okrašen korintski, ki se je uporabljal na začetku samo v notranjosti, nato pa postajal vse pogostejši v helenističnem obdobju od 1. stoletja pred našim štetjem dalje in so ga zelo uporabljali rimski arhitekti.
Vsi starodavni grški templji so bili posvečeni posebnemu bogu panteona in so jih uporabljali kot prostore za obrede. V primerjavi s cerkvami notranji prostor ni bil kraj zbiranja, ampak zakladnica in prostor za velik kultni kip božanstva.

## Izrazoslovje
Večina starogrških templjev je pravokotne oblike, so približno dvakrat daljši kot široki z nekaterimi izjemami, kot je ogromen tempelj olimpskega Zevsa v Atenah, katerega dolžina je skoraj 2,5-kratnik širine. Številni ohranjeni templji imajo krožno obliko in se imenujejo tolos. 
Najmanjši templji so manj kot 25 metrov dolgi, dolžina krožnih tolosov pa je taka kot premer. Dolžina velike večine templjev je med 30 in 60 metrov, majhne skupine dorskih templjev, tudi Partenona, je med 60 in 80 metrov, največjih, predvsem jonskih in korintskih, je med 90 in 120 metrov.
Tlorisi starogrških templjev
Zgoraj: 1. tempelj z antama, 2. prostil – tempelj z dvostranskima antama, 3. tolos, 4. prostil tetrastil, 5. amfiprostil tetrastil,
spodaj: 6. dipter oktastil, 7. peripter heksastil, 8. psevdoperipter heksastil, 9. psevdodipter oktastil
Tempelj se dviga s stopničaste baze ali stilobata, ki dvigne strukturo nad tlemi, na katerih stoji. Zgodnji primeri, kot je Zevsov tempelj v Olimpiji, ima dve stopnici, vendar ima večina, kot npr. Partenon, tri, razen Apolonovega templja v Didimi, ki jih ima šest.  V jedru stavbe je zidan naos, v katerem je cela, prostor, v katerem je stal kip boga. Cela ima običajno verando ali pronaos in včasih še drugo sobo ali antenaos, ki je bil zakladnica ali prostor za skladiščenje trofej in daril. Prostori so bili osvetljeni skozi ena sama velika vrata z vgrajenim okovjem iz kovanega železa, nekatere sobe pa tudi skozi strešna okna.
Na stilobatu, pogosto povsem obdanim z naosom, so stale vrste stebrov. Za določitev tipa templja je pomembno število stebrov pri vhodu spredaj in njihova porazdelitev.
Zgledi:
- distil z antama je majhen tempelj z dvema stebroma na sprednji strani, ki stojita med izstopajočimi stenami pronaosa ali verande, npr. Nemezin tempelj v Ramnuntu (slika 1);
- amfiprostil tetrastil je majhen tempelj s stebri na obeh koncih, ki stojijo čisto ob naosu. Ima štiri stebre, npr. tempelj na Ilisu v Atenah (slika 4);
- peripter heksastil je tempelj z eno samo vrsto obrobnih stebrov okoli naosa s šestimi stebri spredaj, kot je Hefajstejon v Atenah (slika 7);
- peripter oktastil je tempelj z eno vrsto stebrov okoli naosa (slika 7), ima osem stebrov spredaj, npr. Partenon v Atenah (slika 6 in 9);
- dipter dekastil je ogromen Apolonov tempelj v Didimi z naosom, obdan z dvojno vrsto stebrov (slika 6), z desetimi stebri na vhodu spredaj;
- tempelj olimpskega Zevsa, Agrigento, je psevdoperipter heptastil, ima obkrožajoče stebrišče, tudi navidezne stebre (pilastre), ki so pritrjeni na steno naosa (slika 8). Heptastil pomeni, da ima tempelj sedem stebrov na vhodu spredaj.

Opomba:
Za vse stavbe niso na voljo natančne meritve. Nekateri temelji se dotikajo in so dobro razčlenjeni, velikosti so natančne. Za druge se lahko velikost oceni po pičlih ostankih. V teh primerih so navedena najbližja cela števila. Sprva so jih merili v čevljih, kar je bilo pretvorjeno v metre z manjšimi odmiki.

## Grčija, Mala Azija, Sicilija in Italija
| Slika                | Ime                                             | Kraj                                                              | Datum                                         | Mere                          | Opis (razvrstitev po slogu) |
| -------------------- | ----------------------------------------------- | ----------------------------------------------------------------- | --------------------------------------------- | ----------------------------- | --- |
|                      | Artemidin tempelj, Krf                          | Grčija: Krf 37°38′20″N 21°37′47″E / 37.63877°N 21.62969°E         | okoli 580 pr. n. št.                          | 23,46\|x\|49,00\|m            | Dorski tempelj peripter psevdodipter, ki je bil znan po vključitvi vseh glavnih prvin dorskega sloga. To je prvi znani dorski tempelj, ki je bil v celoti zgrajen iz kamna. |
|                      | Herin tempelj                                   | Grčija: Olimpija 37°38′20″N 21°37′47″E / 37.63877°N 21.62969°E    | okoli 590 pr. n. št.                          | 18,75\|x\|50,01\|m            | Dorski peripter heksastil, zgrajen s 16 stebri na vsaki strani, dolg toliko, kot je širok, v arhaičnem slogu. Stavba je bila prvotno lesena in opečna na kamnitem podstavku z lesenimi zunanjimi stebri in notranjimi hipostilnimi stebri, postopoma nadomeščenimi s kamnom, zato so stebri zelo različni. |
|                      | Apolonov tempelj                                | Grčija: Korint 37°54′22″N 22°52′45″E / 37.90604°N 22.87916°E      | okoli 540 pr. n. št.                          | 21,36\|x\|53,30\|m            | Dorski peripter heksastil s 15 stebri na vsaki strani z dvema notranjima sobama na krepidomu iz treh stopenj. Podoben je Herinemu templju v Olimpiji, vendar v celoti zgrajen iz kamna. Stebri so monolitni, ohranjenih je sedem od 38. Široki kapiteli so bili izrezljani kot ločeni kosi in obloženi z marmorjem. |
|                      | Apolonov tempelj                                | Grčija: Delfi 38°28′57″N 22°30′05″E / 38.48241°N 22.50145°E       | okoli 510 pr. n. št.                          | 23,82\|x\|60,32\|m            | Dorski tempelj na gori Parnas ima legendarni izvor z mitološkima Trofonijem in Agamedom. To je tretji tempelj na tem mestu (330 pr. n. št.). Je delo Spintarja, Ksenodorja in Agatona. S skulpturo Prajasa in Androstena ima heksastilno obliko s 15 stebri, ob straneh so ostali od zgodnejše stavbe, zgrajen je iz poroznega apnenca. Zunaj temeljev je ostalo malo templja. |
|                      | Afajin tempelj                                  | Grčija: Ajgina 37°45′16″N 23°31′59″E / 37.75448°N 23.53306°E      | okoli 490 pr. n. št.                          | 15,5\|x\|30,5\|m              | Dorski tempelj stoji visoko na vzhodni strani otoka Ajgina, 40 km iz Aten. Ima peripter heksastil z 12 stebri vzdolž vsake strani. Viden je razvoj templjev, ki so bili krajši od svoje širine. Notranjost je hipostil v dveh ravneh. Dorski slog kaže veliko prefinjenost. Keramični strešni ornamenti in skulpture v pedimentu kažejo boje pred Trojo. Niso našli metop in predvidevajo, da je bil lesen. |
|                      | Zevsov tempelj                                  | Grčija: Olimpija 37°38′16″N 21°37′48″E / 37.63786°N 21.63010°E    | okoli 460 pr. n. št.                          | 7001274300000000000 [ 15 ]    | Dorska arhitektura: Libon iz Elise. Rafiniran peripter heksastil s 13 stebri ob vsaki strani, klasičen način. Na pedimentu je imel veličastno skulpturo. Lokalni apnenec je bil prekrit s štukaturo, skulpture, ploščice in žlebovi so bili iz marmorja z bronastim akroterijem na vrhu. Leta 448 pr. n. št. je tempelj varoval velik krizelefantinski kip Zevsa, 12 m visok, kiparja Fidije. |
|                      | Tempelj na Ilisu (fotografija ostankov templja) | Grčija: Atene 37°58′06″N 23°43′59″E / 37.96835°N 23.73305°E       | 449 pr. n. št.                                | približno 6\|x\|12,8\|m       | Majhen jonski tempelj, arhitekt Kalikrat, blizu reke Ilis, ki teče skozi Atene. Je amfiprostil tetrastil. Razlikuje se od majhnih templjev in zakladnic, ki so jih gradili v Mali Aziji, saj ima okoli ogredja friz. |
| Temple of Hephaestos | Hefajstov tempelj                               | Grčija: Atene 37°58′32″N 23°43′17″E / 37.97556°N 23.72145°E       | 449–444 pr. n. št.                            | 13,72\|x\|31,77\|m            | Dorski peripter heksastil, zgrajen s 13 stebri na vsaki strani. Je dobro ohranjen od zunaj; spremenjen je bil na vzhodnem koncu, da bi postal pravoslavna cerkev. Ima notranji friz čez verando na obeh koncih in je ohranil veliko izvirnega marmorja in izvirne poslikave. |
|                      | Tempelj Apolona Epikurijskega                   | Grčija: Basa 37°25′47″N 21°54′01″E / 37.42972°N 21.90028°E        | okoli 450–425 pr. n. št.                      | 14,6\|x\|38,3\|m              | Arhitekt Iktin je uporabil vse tri sloge znotraj posamezne stavbe, ki je stala v smeri sever–jug namesto vzhod–zahod. Medtem ko so konci v obliki heksastila, je tempelj zelo dolg glede na širino, približno 2,3 : 1. Notranjost je bila precej nenavadna, jonski kapiteli so imeli unikatno zasnovo, v njej so bili tudi osrednji korintski stebri in asimetrično postavljen kip Apolona, osvetljen od stranskih vrat, obrnjen proti jutranjemu soncu. |
| The Parthenon        | Partenon                                        | Grčija: Atene 37°58′17″N 23°43′36″E / 37.97146°N 23.72667°E       | 447 - 432 pr. n. št.                          | 30,86\|x\|69,5\|m             | Tempelj dorskega sloga prevladuje na Atenski akropoli, ki je najbolj znan grški tempelj in med najbolj vplivnimi stavbami v svetu arhitekture. Zgrajen je bil za Perikleja in je delo Iktina in Kalikrata, okrašen je s kipi, izdelanimi pod vodstvom Fidija. Peripetral oktastil v tlorisu je v razmerju približno 4 : 9. V hipostilu je naos, v katerem je bil ogromen kip boginje Atene. Druga soba, partenon ali devica, je bil podprt s štirimi visokimi jonskimi stebri. Medtem ko je visoka klasična skulptura zunanjosti vsebovala pediment in metope v dorskem slogu, friz obdaja zunanjo steno naosa v jonskem načinu. Tempelj je ostal razmeroma nedotaknjen vse do 18. stoletja, od takrat je bil večkrat ogrožen. Veliko okrasja je v Britanskem muzeju. |
|                      | Pozejdonov tempelj                              | Grčija: rt Sounion 37°39′01″N 24°01′28″E / 37.65023°N 24.02445°E  | 444 - 440 pr. n. št.                          | 13,47\|x\|31,12\|m\|          | Dorski peripter hekastil z oslabljenimi stebri (6,12 m) in izpopolnjenimi klasičnimi proporci, le nekoliko daljšimi od dvakratne širine je skupaj s Partenonom dokončno izpopolnjen dorski slog. Ostanki friza, ki prikazujejo zgodbo o Tezeju ter Boj med Lapiti in Kentavri, so ohranjeni. |
|                      | Nemezin tempelj                                 | Grčija: Ramnunt 38°13′03″N 24°01′37″E / 38.21760°N 24.02689°E     | 436–432 pr. n. št.                            | 10,05\|x\|21,4\|m\|           | Dorski hekastil z 12 stebri na obeh straneh, stebri levo in stilobat so nedokončani. |
|                      | Tempelj Atene Nike                              | Grčija: Atene 37°58′17″N 23°43′31″E / 37.97152°N 23.72514°E       | 427 pr. n. št.                                | okoli 5,5\|x\|8\|m\|          | Jonski tempelj, imenovan tudi Nike Apteros, arhitekt Kalikrat. Majhen amfiprostil tetrastil, ki je bil zgrajen v bližini Propilej na Atenski akropoli. Tempelj je bil porušen leta 1687, kamen pa so ponovno uporabili za gradnjo turške utrdbe. Leta 1836 je bil obnovljen in tempelj ponovno sestavljen. |
|                      | Erehtejon                                       | Grčija: Atene 37°58′19″N 23°43′35″E / 37.97206°N 23.72652°E       | 421–405 pr. n. št.                            | približno 11,5\|x\|22,85\|m\| | Jonski tempelj na Akropoli v Atenah, posvečen Ateni Polias, pokroviteljici mesta; Erektus in Pozejdon. Arhitekt Mnezikles. Stavba je zelo nesorazmerna, saj so posegali v svetišče na obeh straneh; teren strmo pada. Glavni del je amfiprostil hekastil s portikom na vzhodu, obkrožena s frizom iz temnega apnenca, okrašena s figurami iz marmorja. Ima tri sobe, večja je posvečena Ateni in je dostopna z vzhoda. Severna veranda je tetrastil, globok dve stopnji, z velikimi dobro ohranjenimi vrati. Južna veranda ima šest kariatid (2,13 m visoke), ki podpirajo ogredje. |
|                      | Atenin tolos                                    | Grčija: Delfi 38°28′49″N 22°30′29″E / 38.48016°N 22.50803°E       | okoli 400 pr. n. št.                          | premer 14,76\|m               | Okrogel tempelj ali zakladnica, zgradil ga je Teodor iz Fokide, ki je uveljavil okrogle templje. Zgodnji primer dorske zunanjosti s korintsko notranjostjo. Zunanjost in notranjost imata 20 oziroma 10 stebrov. |
|                      | Asklepijev tempelj (ospredje)                   | Grčija: Epidaver 37°35′55″N 23°04′28″E / 37.59850°N 23.07433°E    | okoli 380 pr. n. št.                          | približno 80\|x\|43\|m        | Dorski heksastil z 11 stebri na obeh straneh, arhitekt Teodot. Ima pedimentalni kip Timoteja, akroterij v obliki majhnih kipov. Znani so stroški za gradnjo tega templja. (Slika: Ostanki temeljev templja so v ospredju. Stebri so del stoe bolnih in označujejo območje, posvečeno Asklepiju) |
|                      | Poliklejtov tolos                               | Grčija: Epidaver 37°35′54″N 23°04′26″E / 37.59835°N 23.07398°E    | okoli 350 pr. n. št.                          | premer 21,95\|m               | Okrogel tempelj ali zakladnica, obkrožen z 26 stebri dorskega sloga, ima 14 notranjih korintskih stebrov. |
|                      | Filipejon                                       | Grčija: Olimpija 37°38′19″N 21°37′45″E / 37.63863°N 21.62916°E    | 339 pr. n. št.                                | premer 16\|m                  | Jonski tolos z 18 zunanjimi jonskimi stebri in 9 notranjimi korintskimi stebri, arhitekt Leohar. Zgrajen je bil v spomin na Filipa II. Makedonskega in njegovo družino. |
|                      | Apolonov tempelj                                | Grčija: Delos 37°24′02″N 25°16′01″E / 37.40058°N 25.26708°E       | 470–okoli 300 pr. n. št.                      | približno 13\|x\|30\|m        | Dorski peripter heksastil ima 13 stebrov na obeh straneh. Skupaj z drugimi templji je znotraj svetišča na Delosu. Ni bil dokončan. Cela stran je v pogubnem stanju, ohranjen je le zunanji del. |
|                      | Apolonov tempelj                                | Sicilija: Sirakuze 37°03′50″N 15°17′35″E / 37.06394°N 15.29297°E  | 565 pr. n. št.                                | 21,57\|x\|55,33\|m\|          | Dorski peripter heksastil ima 17 stebrov na vsaki strani in dodatno vrsto stebrov na vzhodnem koncu. Stebri na straneh so zelo blizu skupaj. |
|                      | Tempelj olimpskega Zevsa                        | Grčija: Atene 37°58′10″N 23°43′59″E / 37.96934°N 23.73310°E       | 174 pr. n. št. - 132 n. št.                   | 44,35\|x\|110,5\|m\|          | Velik korintski tempelj, arhitekt Kosutij. Zgrajen je bil kot darilo Atenam Antioha Epifana in konstruiran v treh stopnjah. Je dipter oktastil in je bil daljši za širino v slogu zgodnje arhaične dobe. Ima 20 stebrov na vsaki strani in tri vrste v portiku, 104 stebre (premer: 1,9 m, višina: 17 m). Nekaj stebrov je bilo odnesenih v Rim, preden je bil tempelj končan in so bili uporabljeni za tempelj Jupitra Kapitolina, ki je imel velik vpliv na rimsko arhitekturo. Bil je končan in posvečen Hadrijanu več kot 300 let po začetku gradnje. Samo 15 stebrov je ohranjenih. |
|                      | Selinunt, tempelj C                             | Sicilija: Selinunt 37°34′59″N 12°49′31″E / 37.58316°N 12.82528°E  | okoli 550 pr. n. št.                          | 23,93\|x\|63,76\|m            | Eden od skupine dorskih templjev na akropoli ali "zahodna skupina", Selinunt. (distant view) Podoben je templju Apolona v Sirakuzah. To je peripter heksastil s 17 stebri ob straneh in dodatno vrsto stebrov na vzhodnem koncu brez baze z blazinastimi kapiteli. Kot pri drugih templjih na tem mestu je drugi prostor dostopen samo iz naosa, ki je bil ozek in ni imel notranjih stebrov. Na prehodih so temu primerno večji. Metope iz tega templja kažejo arhaične kipe Herkulovih del, ki so v Narodnem muzeju v Palermu. |
|                      | Herin tempelj I                                 | Italija: Pestum 40°25′10″N 15°00′19″E / 40.41932°N 15.00536°E     | okoli 530 pr. n. št.                          | 24,26\|x\|59,98\|m\|          | Eden zgodnejših dorskih templjev je ohranjen precej dobro. Znan je kot bazilika, je precej nenavadna zgradba z 9 stebri spredaj, 18 na vsaki strani, 3 stebri pred anto in vrsto stebrov vzdolž osi cele (naos); peripter eneastil v tlorisu. Njegovi stebri imajo izrazito cigarasto obliko in sploščene izstopajoče kapitele. Je iz apnenca, nekoč obdelan s štukom. |
|                      | Herin tempelj E                                 | Sicilija: Selinunt 37°35′12″N 12°50′05″E / 37.58662°N 12.83480°E  | 5. st. pr. n. št.                             | 25,32\|x\|67,74\|m            | Najbolje ohranjen dorski tempelj v Selinuntu, spada v vzhodno skupino s templjem F in G. Je peripter heksastil s 15 stebri na vsaki strani, širokimi hodniki ter širokim predelom od stopnic k stilobatu. Ima dolgo ozko celo in notranjo komoro tako kot drugi templji v Selinuntu, notranje verande na obeh koncih so v grškem slogu. |
|                      | Tempelj F                                       | Sicilija: Selinunt 37°35′14″N 12°50′06″E / 37.58727°N 12.83492°E  | 5 st. pr. n. št.                              | 24,23\|x\|61,83\|m            | Dorski heksastil s 14 stebri na vsaki strani. Med stebri je bil nizek zaslonski zid. Sicer močno spominja na Tempelj C, ki ima široke prehode, globoko stebriščno verando in dolgo ozko celo z drugo komoro. Leži na vzhodnem tempeljskem zemljišču v Selinuntu, med Templjem E in G. Je ruševina. |
|                      | Veliki Apolonov tempelj (Tempelj G)             | Sicilija: Selinunt 37°35′17″N 12°50′06″E / 37.58819°N 12.83491°E  | okoli 520–450 pr. n. št.                      | 50,10\|x\|110,36\|m           | Dorski peripterl oktastil s 18 stebri na obeh straneh je v vzhodni skupini v Selinuntu s templjem E in F. Je največji na tej strani in ni bil nikoli končan. Je popolnoma uničen. Mogočna stavba, ki ima stilobat v dveh ravneh in prehode zadostne širine, ki kažejo, da je predvidena druga vrsta stebrov ali pa da so graditelji na Siciliji v nasprotju s svojimi grškimi kolegi uporabljali za stabilizacijo strehe. Stebriščni notranji trem ima stranske in tudi sprednje stebre, tako da se lahko tempelj imenuje psevdodipter. V celi so bili dvoredni stebri, ki so se dvigali v dveh stopnjah, v zelo občutljivih proporcih glede na zunanje stebrišče. |
|                      | Atenin tempelj                                  | Italija: Pestum 40°25′28″N 15°00′20″E / 40.42451°N 15.00545°E     | okoli 510 pr. n. št.                          | 14,54 x 32,88 m               | Imenovan tudi Demetrin tempelj, dorski peripter heksastil s 13 stebri na obeh straneh s proporci, ki naj bi bili dorski ideal v takih stavbah, kot je Pozejdonov tempelj na Sounionu. Stebri so rahlo ukrivljeni (entaza) in imajo velike in široke kapitele. Ta tempelj je imel številne jonske elemente, vključno stebre v notranjem portiku in oblike, ki so potekale med arhitravom in tipičnim dorskim frizom, imenovanim triglif in metopa. |
|                      | Tempelj olimpskega Zevsa                        | Sicilija: Agrigento 37°17′27″N 13°35′04″E / 37.29082°N 13.58441°E | okoli 510 - 409 pr. n. št.                    | 52,75\|x\|110\|m              | Dorski psevdoperipter s 7 priloženimi stebri (višine približno 17 m) čez sprednji atlant (višine 6 m) med njimi. Groba zunanjost kamnite palače je bila prekrita z marmornim štukom. |
|                      | Atenin tempelj                                  | Sicilija: Sirakuze 37°03′35″N 15°17′37″E / 37.05965°N 15.29354°E  | 480 pr. n. št.                                | 22\|x\|55\|m                  | Dorski heksastil v tlorisu s 14 stebri na obeh straneh. Del strukture je vključen v stolnico v Sirakuzah. |
|                      | Dolina templjev, Tempelj Here Lacinije          | Sicilija: Agrigento 37°17′19″N 13°36′00″E / 37.28860°N 13.60013°E | okoli 460 pr. n. št.                          | 16,89\|x\|38,13\|m            | Dorski tempelj, zgrajen jugovzhodno od velikega starodavnega mesta Agrigento s Konkordijinim templjem, templjem olimpskega Zevsa in več drugimi na območju, znanem kot Dolina templjev. |
|                      | Pozejdonov tempelj                              | Italija: Pestum 40°25′12″N 15°00′19″E / 40.41997°N 15.00530°E     | okoli 460 pr. n. št.                          | 18,25\|x\|60,35\|m            | Dorski, eden bolje ohranjenih templjev, prikazuje utrditev idej oblikovanja, ki so se razvijale v smeri "idealnega tipa" že v Grčiji. Je heksastil. |
|                      | Konkordijin tempelj                             | Sicilija: Agrigento 37°17′23″N 13°35′31″E / 37.28963°N 13.59202°E | okoli 430 pr. n. št.                          | 16,92\|x\|39,42\|m            | Dorski tempelj (Agrigento F) je zelo lep primer peripterskega heksastila s 13 stebri na vsaki strani v slogu grških templjev. |
|                      | Tempelj v Segesti                               | Sicilija: Segesta 37°56′29″N 12°49′57″E / 37.94147°N 12.83239°E   | okoli 424 pr. n. št.                          | 21\|x\|56\|m                  | Dorski peripter heksastil, tloris, ima neobičajne stebre, ki stojijo na kvadratnih podstavkih v dveh stopnjah. Tudi nima stene cele. Ta detajl najverjetneje kaže, da je bila stavba levo nepopolna ali ni bila namenjena celi. |
|                      | Artemidin tempelj                               | Mala Azija: Efez 37°56′59″N 27°21′50″E / 37.94968°N 27.36381°E    | okoli 560 pr. n. št. izgubljen 356 pr. n. št. | čez 50m x 110m                | Eno od sedmih čudes sveta je bil četrti tempelj na tem mestu. Verjetno je bil načrt za dipter oktastil s stebri, ki imajo do 48 volut in raznovrstno obliko na kapitelih jonskega sloga, ki so bili po tri metre veliki. Spodnji del vsakega stebra je obdajal friz figur in je stal na globoko oblikovanem torusu, ki je bil tukaj uporabljen prvič, kvadratni podstavek, ki naj bi postal značilnost klasične arhitekture. Tempelj je bil požgan leta 356 pr. n. št. in ponovno zgrajen v 4. st. pr. n. š., 263 n. š. in ponovno porušen. |
|                      | Herin tempelj                                   | Grčija: Samos 37°40′19″N 26°53′08″E / 37.67190°N 26.88556°E       | okoli 540 pr. n. št.                          | 52,45\|x\|108,6\|m            | Jonski tempelj, arhitekta Rojkos in Teodor s Samosa, v dipterskem tlorisu, ima dve vrsti po 8 stebrov na vzhodnem koncu, dve vrsti po 9 na zahodni strani in 24 stebrov na obeh straneh. Zgrajen je bil na mestu prej zelo velikega jonskega templja, uničenega v požaru. Ima podoben načrt in ohranjene temelje stebrov starejšega templja. |
|                      | Drugi Artemidin tempelj                         | Mala Azija Efez 37°56′59″N 27°21′50″E / 37.94968°N 27.36381°E     | okoli 356 pr. n. št.                          | 64,3\|x\|119,175\|m           | Jonski tempelj, arhitekta Demetrij iz Alopeke in Peonij iz Efeza; kipar Skopas. Center panjonijskega festivala. Je peti tempelj na tem mestu, dipter oktastil na prednjem delu s prostorom med stebri, večjimi proti osrednjemu prostoru, kjer je kamnita preklada (višine 1,2 m), razpona nad 8,5 m. Na zadnji strani je imel tempelj 9 stebrov. Stilobat je bil postavljen na visok krepidom (višine 2,75 m). Jonski kapiteli so bili precej ožji od tistih iz starejših templjev in stebri so imeli 24 volut. V tem templju se zdi, da je bil uveden kubični podstavek med stebrom in njegovim kvadratnim podstavkom. Ogredje ni imelo friza. |
|                      | Tempelj Atene Palade                            | Mala Azija: Priena 37°39′34″N 27°17′47″E / 37.65932°N 27.29646°E  | okoli 334 pr. n. št.                          | 19,5m x 37, 2m                | Jonski tempelj, arhitekt Pitij iz Priene, peripter heksastil z razmerjem približno 1:2. Stebri (višina 11,45 m) stojijo na podstavku. Kot mnogo jonskih templjev v Mali Aziji tudi ta nima friza. |
|                      | Tempelj Artemide Kibele                         | Mala Azija: Sarde 38°28′45″N 28°01′53″E / 38.47921°N 28.03128°E   | okoli 325 pr. n. št.                          | 48,78\|x\|91,44\|m            | Eden večjih jonskih templjev. Je dipter oktastil z vhodom zahodni strani. Na levi je nedokončan s konstrukcijo iz okoli 275 pr. n. št., končali so ga Rimljani. Malo ga še stoji, razen temeljev dva stebra in nekaj štrcljev. |
|                      | Tempelj Apolona Didimeja                        | Mala Azija: Milet 37°23′05″N 27°15′23″E / 37.38486°N 27.25639°E   | 313 pr. n. št. – 41 n. št.                    | 45,75\|x\|109,45\|m           | Jonski tempelj z zgodnjimi korintskimi značilnostmi, arhitekta Peonij iz Efeza in Dafnis iz Mileta. Ta dipter dekastil z 21 stebri na obeh straneh ni bil dosti manjši kot velik Artemidin tempelj v Efezu. Gradili so ga okoli 250 let, vendar nikoli končali. Cela ni bila nikoli pokrita, ostalo pa je poglobljeno dvorišče, v katerem je bil kip Apolona. Tempelj je imel vrata, ki so imela bočno pritrjene stebre z zgodnjimi primeri korintskih kapitelov. |
|                      | Dionizov tempelj                                | Mala Azija: Teos 38°10′38″N 26°47′06″E / 38.17723°N 26.78502°E    | 193 pr. n. št.                                | 18,5\|x\|35\|m                | Jonski tempelj, arhitekt Hermogen iz Priene, peripter heksastil z 11 stebri na obeh straneh. Stebri so stali na podstavkih, kjer je bil tudi friz Dionizovih prizorov. |